# Eurosfera

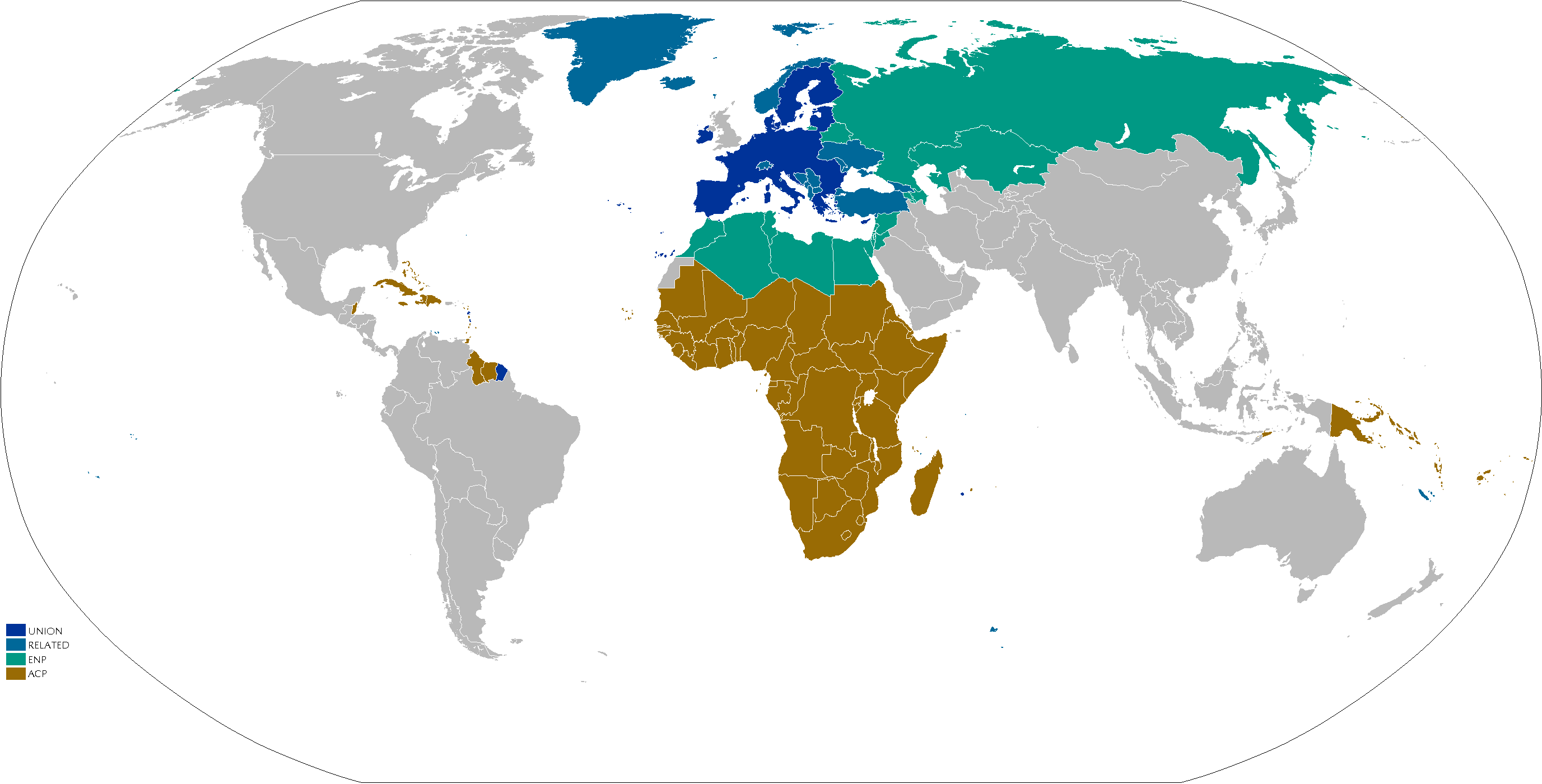
Zone di influenza dell'Eurosfera
Blu scuro: Unione europea
Blu chiaro: Balcani Occidentali, Svizzera, Norvegia, Islanda
Turchese: Paesi della politica europea di vicinato
Marrone: Paesi ACP

Con i termini Eurosfera o Impero europeo si identifica il supposto imperialismo politico, economico, culturale e ideologico nato e portato avanti dal secondo dopoguerra dall'Europa occidentale.
I coniatori del termine e i precursori del concetto sono comunemente identificati nell'accademico Jan Zielonka, l'intellettuale pubblico Mark Leonard, il politico e stratega per l'Unione europea, Robert Cooper, l'ex presidente della Commissione europea, José Manuel Barroso.
La nascita dell'Unione europea e il sempre più crescente sentimento di Europa-nazione trae le sue origini soprattutto dalle tragedie della seconda guerra mondiale in cui i paesi europei, vinti e vincitori, venivano a decadere e a perdere il ruolo di leader mondiali rivestito in precedenza, e dalla conclusione della guerra fredda in cui si chiudeva il trentennio di imperialismo globale tra USA e URSS e quindi la possibilità di ritornare a imporsi sullo scenario globale come contrappeso agli Stati Uniti. 
Secondo Mark Leonard, uno dei principali accademici sul tema, l'Eurosfera (al 2004) coprirebbe un'area di 109 nazioni, di cui una piccola percentuale trova spazio nel continente europeo ma che si espande all'area nordafricana, medio-orientale e ai paesi di ex-influenza sovietica. Dello stesso parere è Robert Cooper, secondo cui il potere dell'impero europeo si baserebbe essenzialmente nella sua capacità di espandersi portando la propria dottrina e cultura al di fuori del proprio perimetro geografico. Alla luce attuale non sembra tuttavia credibile poter parlare di un impero europeo e tanto meno di un imperialismo europeo, poiché l'Unione è ben lontana dal grado di coesione, capacità organizzativa, e, soprattutto, volontà politica di portare avanti una qualsivoglia progettualità imperiale.
Inoltre, molti accademici che se ne occupano affermano il posizionamento degli Stati Uniti nella sfera d'influenza europea.